# Manaria (wantsen)
Manaria is een geslacht van wantsen uit de familie van de Miridae. Het geslacht werd voor het eerst wetenschappelijk beschreven door Popov & Herczek in 1998.

## Soorten
Het genus bevat de volgende uitgestorven soort:

- Manaria minor Popov & Herczek, 1998[3]